# Commissaire européen aux Services financiers
Le commissaire européen aux Services financiers est un membre de la Commission européenne.
Ce poste est aujourd'hui occupé par Maria Luís Albuquerque.

## Liste des commissaires aux Services financiers
| № | Titulaire              | Pays        | Mandat                                                          | Commission                 |
| - | ---------------------- | ----------- | --------------------------------------------------------------- | -------------------------- |
| 1 | Jonathan Hill          | Royaume-Uni | 1er novembre 2014 – 16 juillet 2016 (1 an, 8 mois et 15 jours)  | Juncker                    |
| 2 | Valdis Dombrovskis     | Lettonie    | 16 juillet 2016 – 12 octobre 2020 (4 ans, 2 mois et 26 jours)   | Juncker et von der Leyen I |
| 3 | Mairead McGuinness     | Irlande     | 12 octobre 2020 – 1er décembre 2024 (4 ans, 1 mois et 19 jours) | von der Leyen I            |
| 4 | Maria Luís Albuquerque | Portugal    | Depuis le 1er décembre 2024 (3 mois et 8 jours)                 | von der Leyen II           |